# Сью Стап
Сью Стап (англ. Sue Stap; нар. 3 червня 1954) — колишня американська тенісистка.
Найвищим досягненням на турнірах Великого шолома були чвертьфінали в змішаному парному розряді.

## Фінали Туру WTA

### Парний розряд (0–1)
| Результат | Ранг | Дата                           | Турнір       | Покриття | Партнерка      | Суперниці                     | Рахунок       |
| --------- | ---- | ------------------------------ | ------------ | -------- | -------------- | ----------------------------- | ------------- |
| Поразка   | 1.   | Virginia Slims of Houston 1974 | Х'юстон, США | Килим    | Вірджинія Вейд | Джанет Ньюберрі Венді Овертон | 6–4, 5–7, 2–6 |